# Letia
Letia est une commune française située dans la circonscription départementale de la Corse-du-Sud et le territoire de la collectivité de Corse. Elle appartient à l'ancienne piève de Sorroingiù, dans les Deux-Sorru.

## Géographie
Le village de Letia est situé dans le canton des Deux-Sorru à 750 mètres d'altitude.
Il est divisé en deux hameaux distincts :
- Saint-Martin, le hameau du bas où se trouve la mairie.
- Saint-Roch, le hameau du haut où se trouvait un centre équestre.

Chaque hameau a une église et est traversé par un cours d'eau nommé "A Catena".
La commune culmine à la Cimatella à 2 098 mètres d'altitude.

## Urbanisme

### Typologie
Au 1er janvier 2024, Letia est catégorisée commune rurale à habitat dispersé, selon la nouvelle grille communale de densité à sept niveaux définie par l'Insee en 2022.
Elle est située hors unité urbaine. Par ailleurs la commune fait partie de l'aire d'attraction d'Ajaccio, dont elle est une commune de la couronne,. Cette aire, qui regroupe 79 communes, est catégorisée dans les aires de 50 000 à moins de 200 000 habitants,.

### Occupation des sols
L'occupation des sols de la commune, telle qu'elle ressort de la base de données européenne d’occupation biophysique des sols Corine Land Cover (CLC), est marquée par l'importance des forêts et milieux semi-naturels (99,1 % en 2018), une proportion identique à celle de 1990 (99 %). La répartition détaillée en 2018 est la suivante : 
milieux à végétation arbustive et/ou herbacée (45,2 %), forêts (37,3 %), espaces ouverts, sans ou avec peu de végétation (16,6 %), zones urbanisées (0,9 %). L'évolution de l’occupation des sols de la commune et de ses infrastructures peut être observée sur les différentes représentations cartographiques du territoire : la carte de Cassini (XVIIIe siècle), la carte d'état-major (1820-1866) et les cartes ou photos aériennes de l'IGN pour la période actuelle (1950 à aujourd'hui).

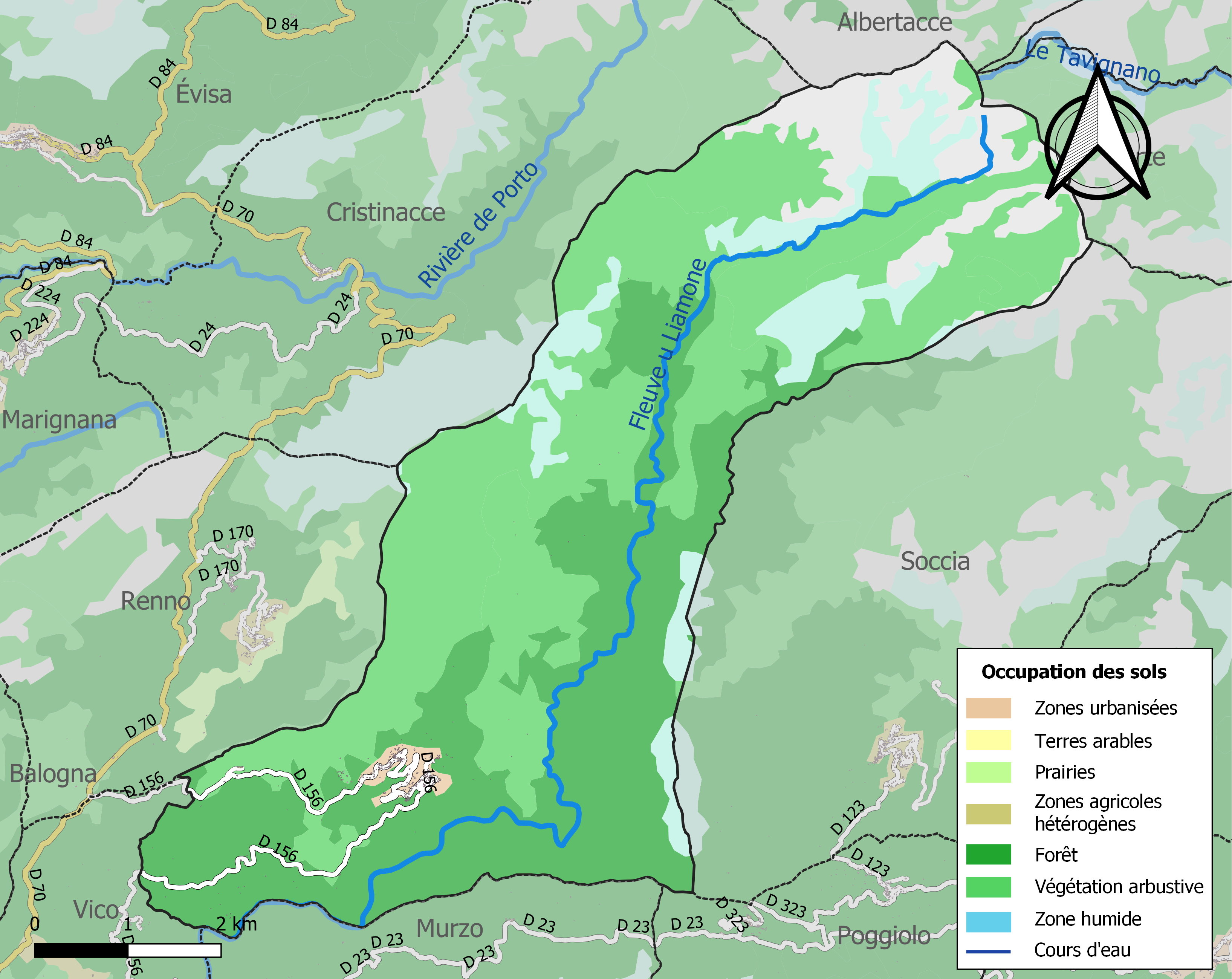
Carte des infrastructures et de l'occupation des sols de la commune en 2018 (CLC).

## Politique et administration
| Période                                  | Période        | Identité                  | Étiquette | Qualité       |
| ---------------------------------------- | -------------- | ------------------------- | --------- | ------------- |
| 1836                                     |                | Jean Dominique Paoli      |           | Propriétaire  |
| mars 1977                                | 25 avril 2013, | Jean-Luc Chiappini        | MoDem     |               |
| juin 2013                                | 2014           | Marie-Dominique Chiappini |           |               |
| 2014                                     | En cours       | Angèle Chiappini          | DVD       | Fonctionnaire |
| Les données manquantes sont à compléter. |                |                           |           |               |

## Démographie
L'évolution du nombre d'habitants est connue à travers les recensements de la population effectués dans la commune depuis 1800. Pour les communes de moins de 10 000 habitants, une enquête de recensement portant sur toute la population est réalisée tous les cinq ans, les populations de référence des années intermédiaires étant quant à elles estimées par interpolation ou extrapolation. Pour la commune, le premier recensement exhaustif entrant dans le cadre du nouveau dispositif a été réalisé en 2008.

En 2022, la commune comptait 120 habitants, en évolution de +2,56 % par rapport à 2016 (Corse-du-Sud : +7,61 %, France hors Mayotte : +2,11 %).
| 1800 | 1806 | 1821 | 1831 | 1836 | 1841 | 1846 | 1851 | 1856 |
| ---- | ---- | ---- | ---- | ---- | ---- | ---- | ---- | ---- |
| 469  | 687  | 824  | 843  | 853  | 819  | 876  | 927  | 633  |

| 1861  | 1866  | 1872  | 1876 | 1881 | 1886 | 1891 | 1896 | 1901  |
| ----- | ----- | ----- | ---- | ---- | ---- | ---- | ---- | ----- |
| 1 016 | 1 020 | 1 047 | 994  | 978  | 933  | 939  | 859  | 1 024 |

| 1906 | 1911 | 1921 | 1926 | 1931 | 1936 | 1946 | 1954 | 1962 |
| ---- | ---- | ---- | ---- | ---- | ---- | ---- | ---- | ---- |
| 879  | 885  | 713  | 688  | 589  | 482  | 500  | 510  | 312  |

| 1968 | 1975 | 1982 | 1990 | 1999 | 2006 | 2008 | 2013 | 2018 |
| ---- | ---- | ---- | ---- | ---- | ---- | ---- | ---- | ---- |
| 285  | 252  | 204  | 122  | 96   | 107  | 110  | 113  | 125  |

| 2022 | - | - | - | - | - | - | - | - |
| ---- | - | - | - | - | - | - | - | - |
| 120  | - | - | - | - | - | - | - | - |

## Culture locale et patrimoine

### Lieux et monuments
- Église de Letia.